# État de Sokoto
Pour les articles homonymes, voir Sokoto.
L'État de Sokoto est un État du nord-ouest du Nigeria. Il a été créé le 3 février 1976 et a pour capitale Sokoto.

## Situation
L'État de Sokoto est limitrophe de deux États du Nigéria et frontalier de trois régions nigériennes au nord.
| Dosso | Tahoua         | Maradi  |
| Kebbi | État de Sokoto | Zamfara |
|       | Zamfara        |         |

## Histoire
En 1996, l'État de Sokoto est démembré de sa partie orientale qui forme l'État de Zamfara.

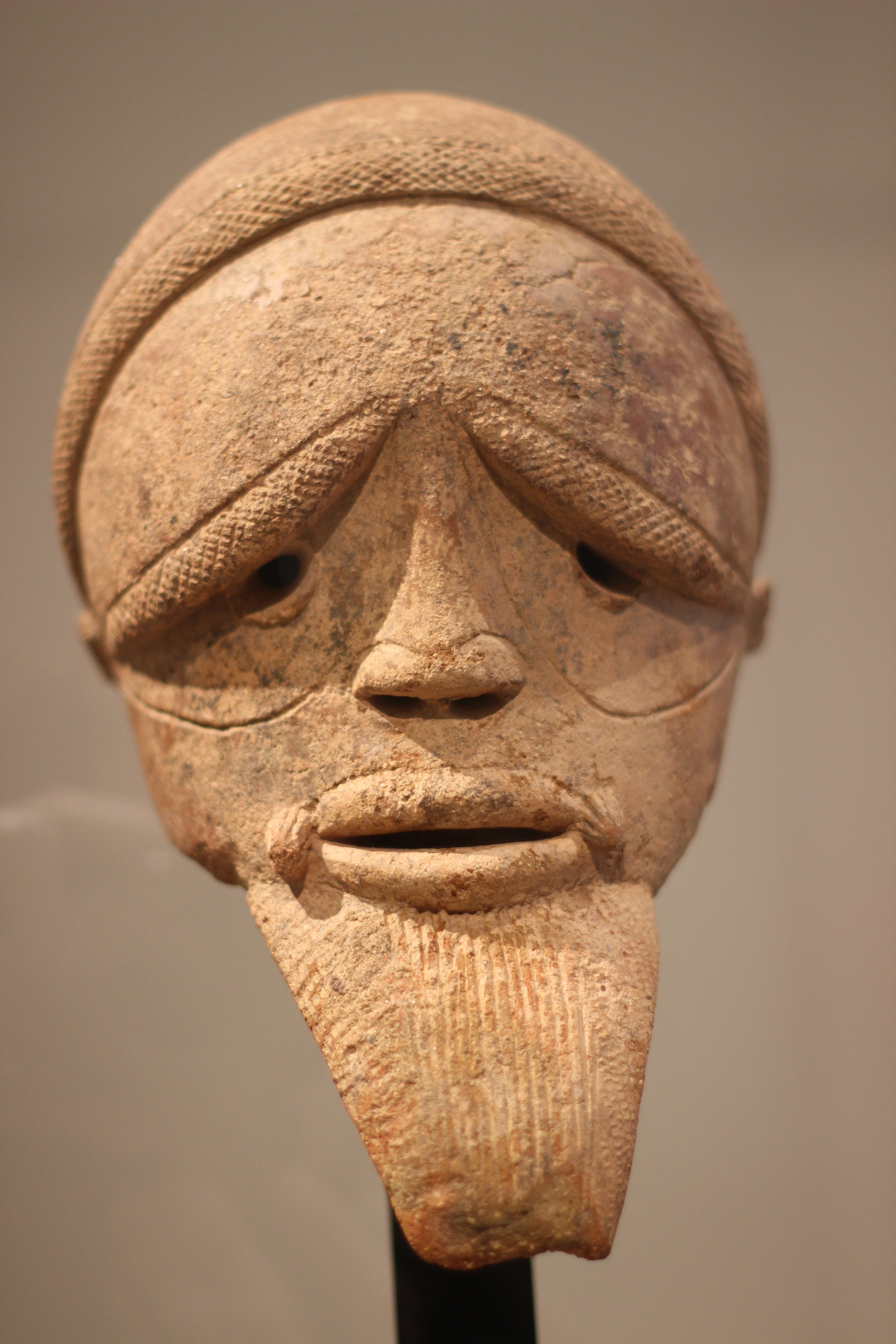
Sculpture sokoto (musée du Louvre.)

En 1991, l'État de Sokoto est démembré de sa partie occidentale qui forme l'État de Kebbi.

## Subdivisions
L'État de Sokoto comprend vingt-trois zones de gouvernement local :
- Binji
- Bodinga
- Dange Shuni
- Gada
- Goronyo
- Gudu
- Gwadabawa
- Illela
- Isa
- Kebbe
- Kware
- Rabah
- Sabon Birni
- Shagari
- Silame
- Sokoto Nord
- Sokoto Sud
- Tambuwal
- Tangaza
- Tureta
- Wamakko
- Wurno
- Yabo